# مكتب الأمم المتحدة المعني بالمخدرات والجريمة
مكتب الأمم المتحدة المعني بالمخدرات والجريمة، هو مكتب تابع لهيئة الأمم المتحدة، تأسس عام 1997 كمكتب يعمل على السيطرة على انتشار المخدرات والحد من الجريمة، من خلال الجمع بين برنامج الأمم المتحدة الدولي للسيطرة على المخدرات (UNDCP) وقسم مكافحة المخدرات والجريمة التابع لمكتب الأمم المتحدة في فيينا. وهو أحد أعضاء مجموعة التنمية التابعة للأمم المتحدة والتي أصبح اسمها إلى «مكتب الأمم المتحدة المعني بالمخدرات والجريمة» عام 2002.

## الهيكل التنظيمي
يقع المقر الرئيسي للوكالة في فيينا، النمسا، ويوظّف حوالي 1500 موظف حول العالم، يعملون في 21 مكتباً ميدانياً ومكتبي اتصال أحدهما في بروكسل والآخر في نيويورك. يدير هذه الوكالة مدير تنفيذي يعيّنه الأمين العام للأمم المتحدة. يشغل هذا المنصب حالياً الدكتورة غادة والي وزيرة التضامن الاجتماعي السابقة في مصرأما أهداف الوكالة طويلة الأمد فهي تجهيز الحكومات بأفضل المعدات والوسائل للتعامل مع المخدرات والجرائم والإرهاب والفساد، وزيادة المعرفة حول هذه القضايا في الوكالات والهيئات الحكومية، وزيادة الوعي بالمسائل التي يطرحها الرأي العام على الصعيدين العالمي والمحلي. تحصل الوكالة على 90% من التمويل من التبرعات، خصوصاً من الحكومات.
هذا ويشتمل المكتب أيضاً على أمانة الهيئة الدولية لمراقبة المخدرات (ICB).

## الأهداف والوظائف
كان الهدف من تأسيس مكتب الأمم المتحدة المعني بالمخدرات والجريمة لمساعدة الأمم المتحدة على تحسين التجاوب المنظم والشامل للقضايا المرتبطة بالاتّجار غير المشروع وسوء استخدام العقارات، ومنع الجريمة والعدالة الجنائية، والإرهاب والفساد السياسي. يتم متابعة تنفيذ هذه الأهداف من خلال ثلاث وظائف أساسية هي: الأبحاث والإرشاد والدعم المقدم للحكومات لتبنّي وتنفيذ المعاهدات والبروتوكولات المختلفة الخاصة بمكافحة الإرهاب والجريمة والمخدرات والفساد، وتقديم الدعم المالي والتقني لتلك الحكومات لمواجهة الحالات المختلفة والتحديات التي تواجهها في هذه النواحي.
فيما يلي المواضيع الرئيسية التي يتعامل معها مكتب الأمم المتحدة المعني بالمخدرات والجريمة:
التنمية البديلة والفساد السياسي، والعدالة الجنائية، وإصلاح السجون ومكافحة الجريمة، ومكافحة المخدرات والعلاج والرعاية وفيروس العوز المناعي البشري ومتلازمة العوز المناعي المكتسب والاتجار بالبشر وغسل الأموال والجريمة المنظمة وتهريب المهاجرين والقرصنة ومحاربة الإرهاب

## التقرير الدولي عن المخدرات
التقرير الدولي عن المخدرات هو إصدار سنوي يقدم تقييماً شاملاً عن مشكلات المخدرات العالمية، ويوفر معلومات مفصّلة عن وضع تجارة المخدرات غير المشروعة. ويوفر تقييماً ومعلومات عن التوجهات الجديدة المتّبعة في إنتاج ونقل وتوزيع وتجارة واستخدام الأفيون والهيروين والكوكا والكوكايين وحشيشة القنب والمنشطات الأمفيتامينية. يتم إعداد هذا التقرير اعتماداً على البيانات والتقديرات المجموعة والمقدمة من قبل الحكومات، ويستخدمه المكتب وهيئات دولية أخرى لمحاولة تحديد التوجهات والمستجدات التي تطرأ على تجارة واستهلاك المخدرات عالمياً.
من خلال هذا التقرير، يهدف مكتب الأمم المتحدة المعني بالمخدرات والجريمة إلى تحسين المفهوم الشامل لدى الدول الأعضاء عن التوجهات الحالية لتجارة المخدرات غير المشروعة والعمل على زيادة الوعي عن الحاجة إلى جمع المزيد من المعلومات بطريقة ممنهجة وإعداد التقارير حول المخدرات غير المشروعة.

## الحملات
يطلق مكتب الأمم المتحدة المعني بالمخدرات والجريمة حملات لرفع الوعي عن مشكلات المخدرات والجريمة. في 26 حزيران (يونيو) من كل عام، ينظم المكتب يوماً عالمياً ضد استخدام المخدرات والتجارة غير المشروعة. في التاسع من كانون الأول (ديسمبر) من كل عام، يحتفل باليوم الدولي لمكافحة الفساد.
من هذه الحملات:
- هل تسيطر المخدرات على حياتك؟ حملة المخدرات العالمية
- رفضك بعوّل عليه - الحملة الدولية لمكافحة الفساد
- فكّر بالإيدز - حملة الإيدز العالمية
- حملة القلب الأزرق لمكافحة الاتجار بالبشر

## الانتقادات
في عام 2007، كانت أكبر خمس جهات مانحة إلى ميزانية المكتب في ترتيب تنازلي: الاتحاد الأوروبي، كندا، الولايات المتحدة، الأمم المتحدة والسويد. يشار هنا إلى أن السويد والولايات المتحدة تنتهجان سياسة عدم التسامح مطلقا فيما يخص موضوع المخدرات. وفقاً ل Transnational Institute، وهذا يفسر سبب عدم قيام المكتب بتعزيز سياسات الحد من الضرر مثل تبادل الإبر والعلاج بمساعدة الهيروين حتى وقت قريب. (هذا على الرغم من الإجراءات التي تتبعها هيئات ومنظمات الأمم المتحدة كمنظمة الصحة العالمية وبرنامج الأمم المتحدة المشترك لفيروس نقص المناعة البشرية/الإيدز)، تأييداً لهذه السياسات.). يعزز المكتب وسائل أخرى لمنع تعاطي المخدرات والوقاية والعلاج والرعاية التي يرى المكتب بأنها «تستند إلى أدلة علمية وعلى المعايير الأخلاقية»
هذا وقد انتقد مكتب الأمم المتحدة المعني بالمخدرات والجريمة من قبل منظمات حقوق الإنسان مثل منظمة العفو الدولية لعدم تشجيع إدراج الالتزام بالمعايير الدولية لحقوق الإنسان ضمن مشروعها في إيران. الولايات العفو الذي في إيران هناك "مخاوف جدية بشأن المحاكمات الجائرة والإعدام للمشتبه في ارتكابهم جرائم المخدرات في إيران